# 蒂琴戈
蒂琴戈（義大利語：Ticengo），是意大利克雷莫纳省的一个市镇。总面积8平方公里，人口443人，人口密度55.4人/平方公里（2009年）。国家统计（ISTAT）代码为019104。